# تاماي كوباياشي
تاماي كوباياشي (بالإنجليزية: Tamai Kobayashi)‏ (1965 في اليابان)؛ كاتِبة، سيناريست وروائية كندية.

## روابط خارجية
- تاماي كوباياشي على موقع IMDb (الإنجليزية)